# Antoine Le Blanc
Antoine Le Blanc, né vers 1800 et mort le 6 septembre 1833 à Morristown (États-Unis), est un immigré français condamné à mort et exécuté pour un triple homicide survenu quelques semaines après son arrivée aux États-Unis. Après sa pendaison, sa dépouille est utilisée dans la confection de bibelots.

## Biographie
Le Blanc arrive à New York pour chercher fortune après avoir été renié par sa famille en France. Il ne parle presque pas anglais.
En avril 1833, quelques semaines après son arrivée outre-Atlantique via l'Allemagne, Le Blanc est autorisé à s'installer dans le sous-sol humide de la ferme familiale du juge Samuel T. Sayre, à Morristown (New Jersey). Il doit en contrepartie couper le bois et nourrir les porcs, sans autre rémunération.
Après deux semaines à travailler dur et à recevoir des ordres — alors qu'il est issu d'une famille aisée — il se met en colère et, le 11 mai à 22 h 30, tue Samuel T. Sayre d'un coup de hache dans le dos après l'avoir piégé dans ses écuries. Il tue ensuite son épouse, Sarah, avec un gourdin, et cache leur corps dans le purin. Puis, il tue leur esclave Phoebe endormie à l'étage. Il saccage alors la maison à la recherche de biens de valeur.
Alors qu'il s'enfuit avec un des chevaux de Sayre, il perd sans s'en apercevoir une partie de son butin au bord de la route, où il est retrouvé le lendemain par un ami de la famille, qui reconnaît le monogramme de Samuel T. Sayre sur les objets.
Après la découverte des corps, le shérif du comté de Morris, George Ludlow, arrête Antoine Le Blanc, alors qu'il buvait du cidre à la Mosquito Tavern de Hackensack Meadows. Il déclarera en prison avoir voulu retourner à New York pour repartir en Allemagne.

### Exécution
Jugé à partir du 13 août 1833, il est déclaré coupable par le jury après vingt minutes de délibéré et le juge le condamne à la peine de mort par pendaison, exécutée le 6 septembre devant 10 à 12 000 personnes. Le corps est ensuite prestement emmené auprès des docteurs Isaac Canfield et Joseph Henry pour une autopsie. Ceux-ci se livrent à des expérimentations à l'aide de courant électrique sur son corps, sans réussir à réanimer le cadavre, mais en faisant bouger ses yeux et ses lèvres. Un masque mortuaire est réalisé en plâtre. Sa peau est ensuite écorchée pour servir à la confection de portefeuilles, de bourses, d'abat-jours ou de jaquettes de livres, authentifiés par la signature du shérif Ludlow.
Plusieurs de ses os furent retrouvés dans une boîte en bois lors de travaux dans un immeuble en 1893. Le masque mortuaire d'Antoine Le Blanc et plusieurs autres objets ont été conservés dans la collection de Carl Scherzer.